# Mascon

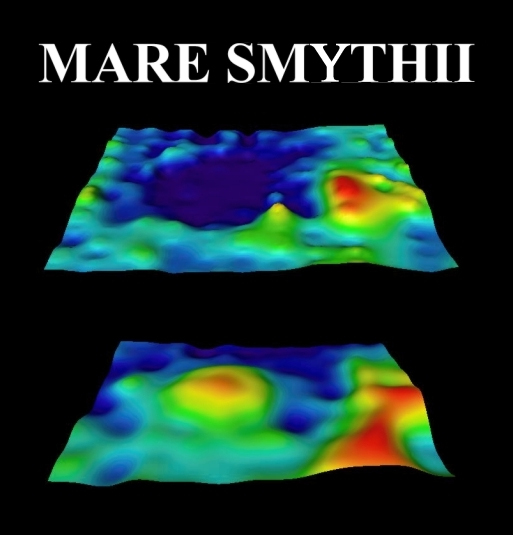
A topográfiai térkép (fenti kép) és a hozzá tartozó gravitációs jelek alapján rajzolt térkép (alul) a Smyth-tengerről, az egyik masconról.

A mascon szó tömegkoncentrációt jelent. A mass concentration angol szavakból alakították ki.

## A masconok fölfedezése
A holdi masconokat P. Müller és W. Sjogren, a JPL NASA munkatársai fedezték föl 1968-ban. A Hold körül keringő űrszondák pályája a bolygótest egyenetlen tömegeloszlása miatt kissé megváltozik. A mért pályaváltozásokból (kis sebességváltozásokból) határozták meg a holdi (gömbszimmetrikustól eltérő) tömegeloszlást. A topográfiában mélyebbnek mutatkozó területek fölött elhaladva csekély hiányt várnánk az így mért tömegeloszlásban. De a tömegeloszlás térképeken azt vették észre, hogy a Hold látható oldalán megfigyelhető, alacsonyabban fekvő sötét lávasíkságok közül néhány többlettömeget jelez.

## Holdi masconok
A holdi mascon medencék a következők: Mare Imbrium, Mare Serenitatis, Mare Crisium, Mare Smythi, Mare Nectaris, Mare Humorum és Mare Orientale. Ezeknél a medencéknél a mérés alapján feltételezték, hogy a mascon a tál alakú medencét feltöltő láva nagyobb sűrűségéből adódik. A felszínre ömlőtt lávatömeg azért nincsen  izosztatikusan kiegyensúlyozva, mert a Hold vastag kérge megtartja ezt a tömegtöbbletet.

## Marsi masconok
Később a Mars körül keringű Viking űrszondákkal marsi masconokat is találtak, szintén nagy, körkörös medencéknél, mint az Utópia, az Isidis és az Argyre medencék.